# Famille du Chasteler
 (avril 2025).
La famille du Chasteler est une famille de la noblesse belge, active dans la vie politique, économique et militaire du Royaume. Les membres portent le titre de marquis de Chasteler, de Courcelles et de Moulbaix, où se trouve le château familial.

## Généalogie

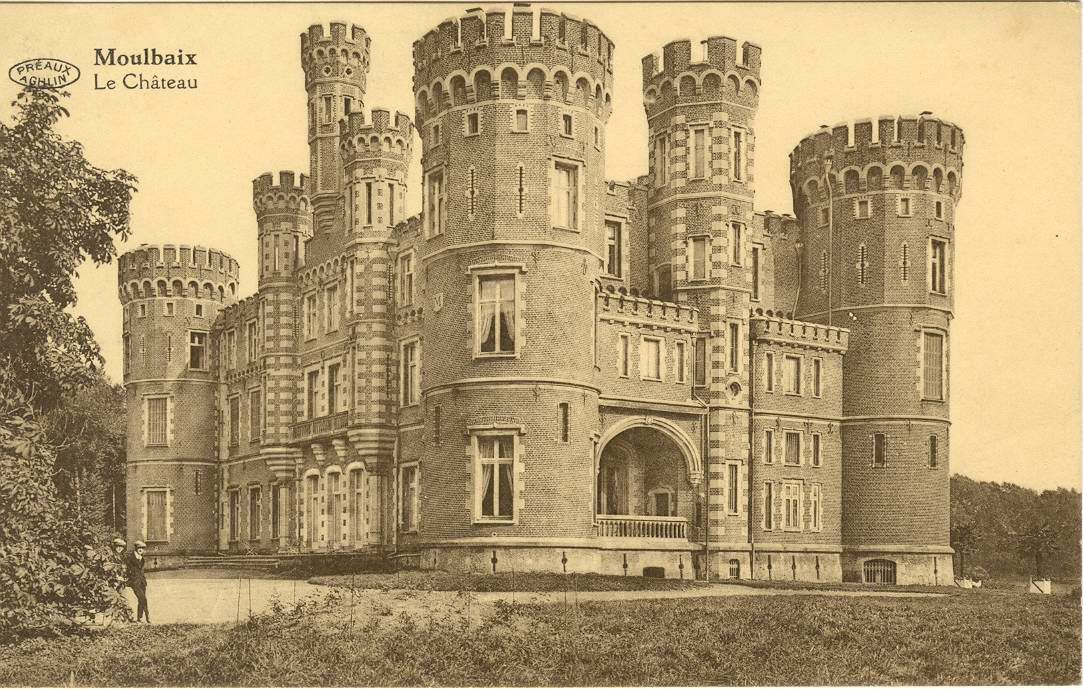
Le château de Moulbaix, résidence familiale située près d'Ath, dans la province de Hainaut.

- Jean-François du Chasteler (1691–1764), premier marquis de Chasteler et de Moulbaix, marié à Marie-Claire-Josèphe du Sart (+ 1758).
  - François Gabriel Joseph du Chasteler de Courcelles :
    - Premier mariage avec Albertine von Thürnheim (1742–1765).
      - Jean-Gabriel du Chasteler, (1763–1825)
      - Philippine Françoise Josephe Dorothée du Chasteler, (1764)
      - Marie Josephe Julie Feliciane du Chasteler, (1765)

    - Deuxième mariage avec Catherine de Hasselaer
      - Gérard-Arnoult-Frédéric-Gabriel du Chasteler, (1770), marié à Josephine Hubesch.
        - Ida-Hélène-Caroline du Chasteler, mariée à Julien Visart de Bocarmé (1787–1851)
          - Hippolyte Visart de Bocarmé.

  - François Antoine Marie Chrétien du Chasteler (nl), (1756–1820) marié à Marie-Thérèse de Fourneau.
    - Albert François du Chasteler, (1794–1836), marié à Victoire Tons.
      - Oswald Volckmar Gabriel François Jean Baptiste du Chasteler (1822–1865) marié à Louise Caroline, comtesse de Marnix.
        - Charles Gabriel Marie Ghislain du Chasteler (1861–1908)

  - Marie Joseph Julie du Chasteler, comtesse de Baillencourt.
  - Marie-Claire du Chasteler, mariée à Gustave Visart de Bury et de Bocarmé
    - Julien Visart de Bocarmé (1787–1851), marié à sa cousine Ida du Chasteler.
      - Hippolyte Visart de Bocarmé.